# Котулан, Ярослав
Ярослав Котулан (чеш. Jaroslav Kotulan; род. 27 февраля 1937, Шлапанице) — чешский валторнист.
Окончил музыкальную школу в Брно, затем Академию музыки имени Яначека по классу Франтишека Шольца. С 1959 г. был солистом Филармонического оркестра Брно. Стал лауреатом нескольких международных конкурсов — в частности, в 1962 г. разделил первое место на конкурсе валторнистов в рамках фестиваля «Пражская весна», а в 1965 г. — победу на Международном конкурсе исполнителей в Женеве. После этого остался в Швейцарии и на протяжении многих лет был солистом оркестров, базировавшихся в Базеле. Записал (преимущественно по радиотрансляции) концерты Вольфганга Амадея Моцарта и Рихарда Штрауса, произведения Бетховена, Бриттена и др. В 1969—1983 гг. преподавал во Фрайбургской Высшей школе музыки.
Автор ряда камерных сочинений для валторны и других духовых инструментов.